# 伊爾-28轟炸機
伊尔-28（俄语：Ил-28，英文：Il-28）是蘇聯伊留申設計局在1940年代末研製的一種噴氣式前线戰術轟炸機，也是苏联第一种投入大量生产的同类轰炸机。
由于其设计極度成功，除了苏联外，中国也按照许可证大量制造，称为“轰-5”。北约组织为Il-28轰炸机，Il-28R侦察机和Il-28T鱼雷轰炸机所取的共同代号是“Beagle（小猎犬）”，但将Il-28U教练机单独命名为“Mascot（吉祥物）”。对于该机产量的估计有很大起伏，包括从2000架到6000架以上。除了苏联和中国以外，该机还服役於其他国家的空军。进入九十年代后，仍然有几百架该型号飞机留在现役中。而这时距该机首次出现已经间隔了40年的时间。

## 設計
该机为常规布局，两台克利莫夫喷气引擎置于平直机翼的下方。投弹手位于玻璃机头内，在机尾则是装有两门机炮的自卫炮塔。这些特征類似二战时期的轰炸机，较为新颖的设计是带后掠的水平尾翼以及驾驶员的水泡座舱和弹射座椅。因此，Il-28可以说是一种融合了新旧两个时代技术特征的飞机。

## 历史
1947年，苏联按照发展喷气飞机的第二阶段任务，安排几个设计局同时开始研制装2台喷气发动机的前线轰炸机的设计竞赛。
Il-28在1948年7月8日首飞，1950年参加五一节莫斯科阅兵。50年代是苏军前线轰炸航空兵的主战装备。1955年停产。曾向华约国家和其他友好国家大量出口。
向中国出口的首批60架伊尔-28轰炸机于1952年10月在齐齐哈尔交付。至1956年，对中国出口171架。曾参加了中国的空投核武器爆炸试验。中国的仿制型号轰五于1963年开始仿制，1966年首飞，1967年量产，1984年停产。伊尔-28/轰五在中国的各种改型有照相侦察机、电子侦察机、电子干扰机、鱼雷机、教练机（轰运教五）、投放照明弹引导歼击机的照明机。轰五甲核弹投放机的改装代号“2152工程”，1968年完成。1971年起分两批向罗马尼亚出口了12架轰五，后来又出口了2架轰教五教练机。
埃及空军是Il-28最早的顾客之一。由于该机带来的巨大威胁，以色列空军在苏伊士运河危机，六天战争和赎罪日战争中均将其当作了攻击的优先目标。苏联向古巴提供Il-28配件并在当地组装的计划因为古巴导弹危机而由赫鲁晓夫下令取消。当苏联开始入侵阿富汗以后，Il-28也投入了战斗行动。尼日利亚空军从埃及空军那里得到了四架二手的Il-28，随即又从苏联那里得到了两架同类型飞机，这批飞机在内战期间参与了战斗。也门内战中同样可以看到Il-28的身影。芬兰空军在1961到1966年间得到了四架Il-28并一直使用到八十年代才将其退役。
苏联从八十年代起将Il-28逐步撤出了现役。然而埃及空军的苏制IL-28直到1990年仍然在执行任务。同样，中国人民解放军空军的作战序列中也保留着几百架轰-5；朝鲜民主主义人民共和国和罗马尼亚同样是轰-5的使用者。中国生产的型号中主要包括轰-5基本型（轰炸机），轰教-5教练机和轰侦-5侦察机，以及较后开发的轰电-5型电子对抗飞机。

## 主要改型

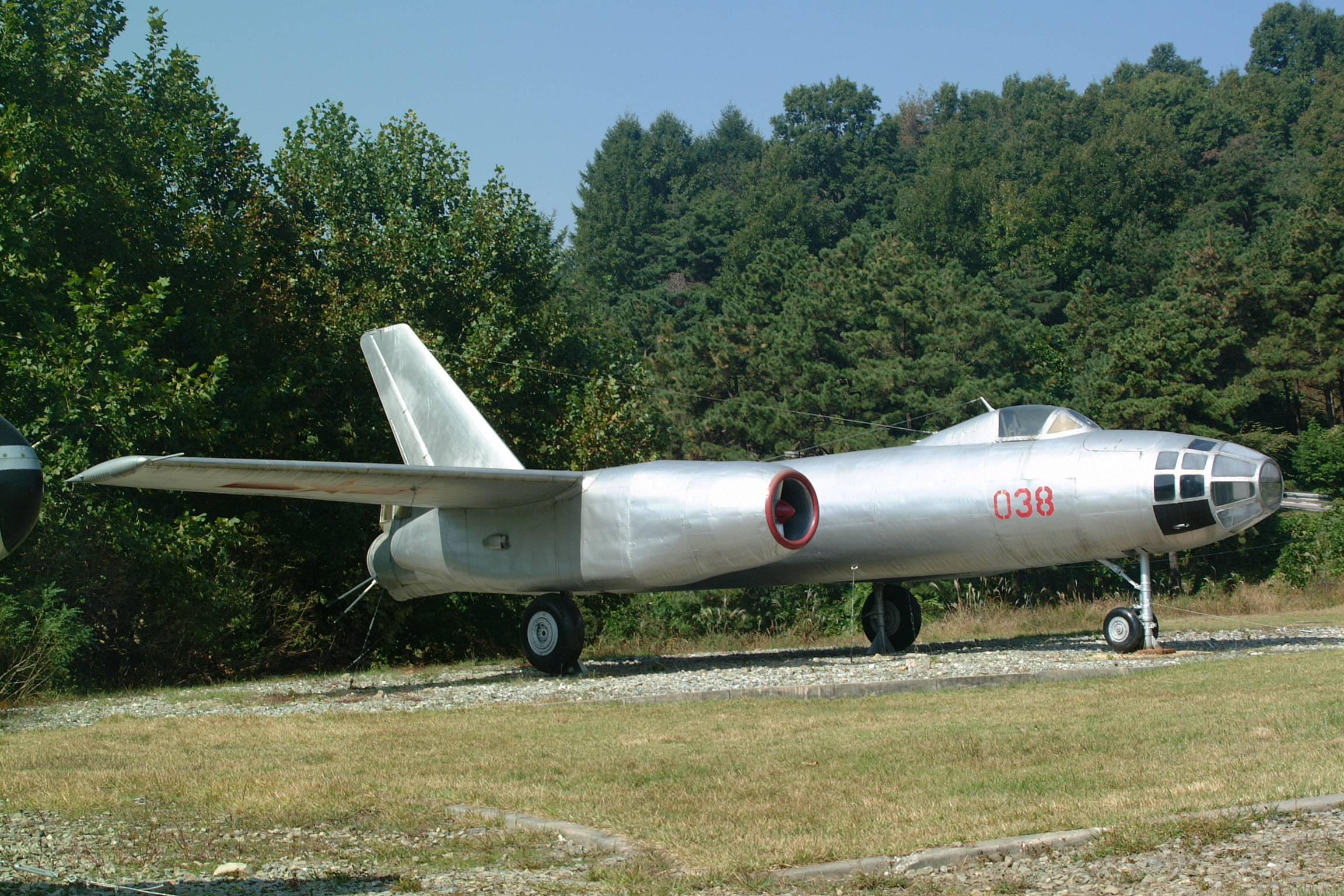
轰-5

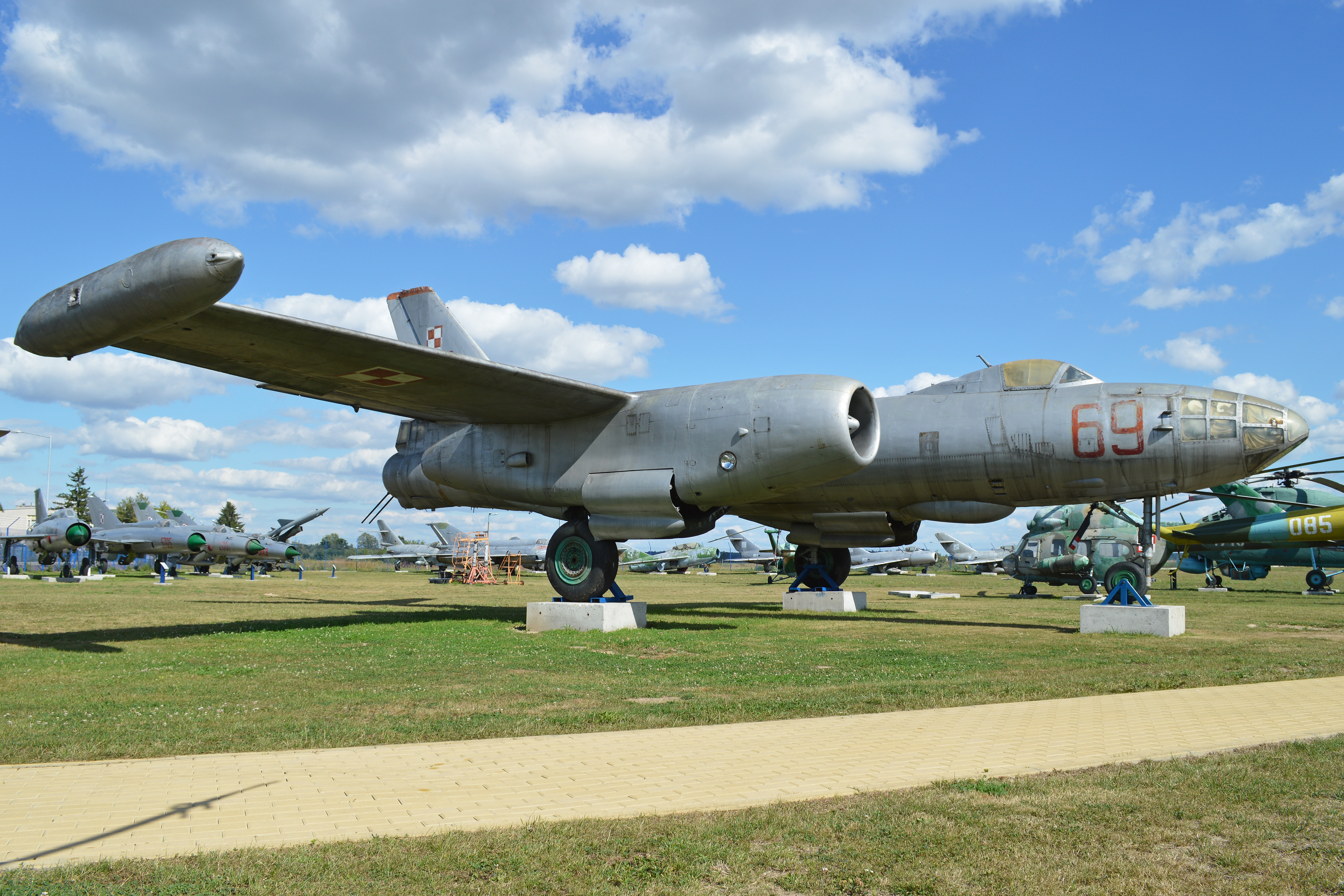
Il-28R

- Ил-28 - 轰炸机基本型，由两台VK-1发动机驱动[1]
- Ил-28R - 侦察型
- Ил-28T - 鱼雷轰炸机型
- Ил-28Р - 民用邮政机改型
- Ил-28У （乌伊尔－28）- 教练型。第一架原型机于1950年3月18日首飞。将机头的领航员舱改为飞行教员舱，还取消了轰炸航行雷达和武器系统。1952年9月到1956年中国共进口该机22架，1986年退役。
- Ил-28ЛЛ - 弹射座椅试验机
- 轰-5 - 中国制造的轰炸机型(在机体结构上，将苏联伊尔-28飞机的两半扣合的结构改为普通结构。发动机以涡喷-5甲取代苏制BK-1A离心式涡喷发动机。采用轰-6的尾炮塔，机尾结构有一些变化。)
- 轰-5甲 - 核彈投放改裝機
- 轰-5鱼 - 中国制造的鱼雷轰炸机型
- 轰教-5 - 中国制造的教练型
- 轰-5R或（轰侦-5） - 中国制造的远程侦察机改型（已退役）
- 轰电-5 - 中国制造的电子对抗改型（已退役）
- 轰-5测试平台 - 专用于测试弹射座椅的飞行试验平台，目前已由沈阳歼-6改造的实验平台代替
- B-5 - 轰-5的出口型
- B-228 - 捷克斯洛伐克空军给Il-28的名称

## 使用国家

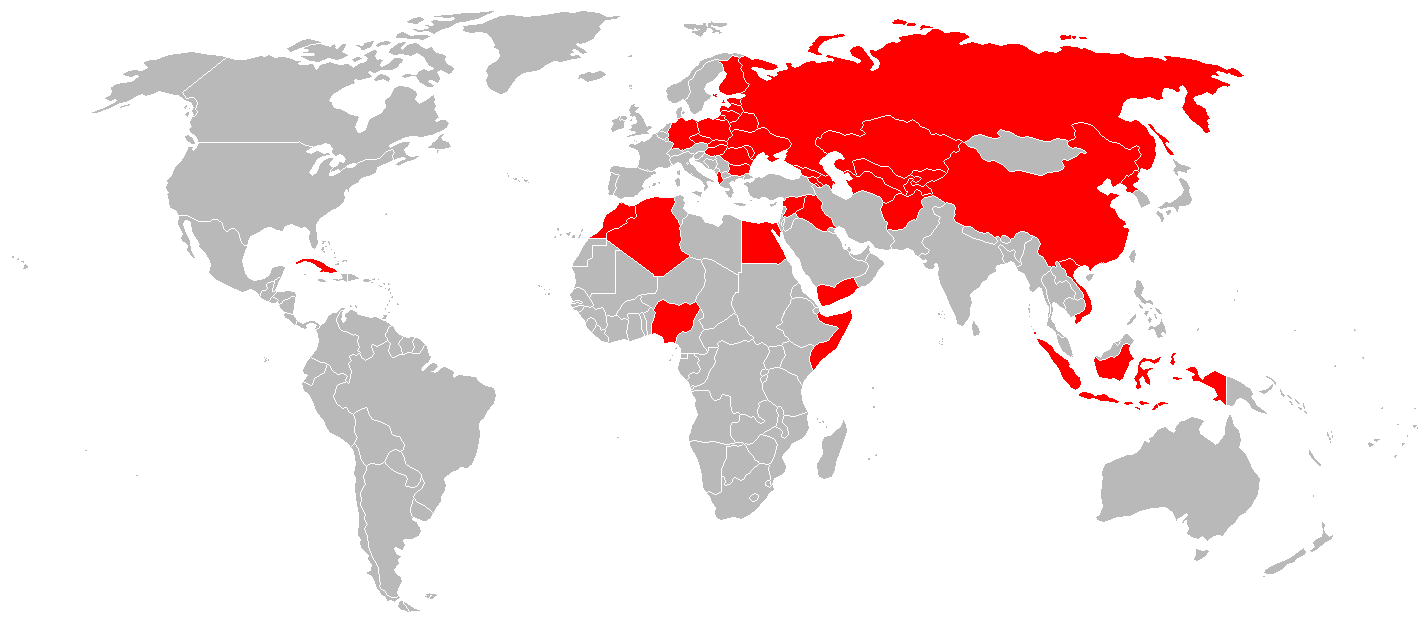
Il-28使用国

- 阿富汗：阿富汗空军在1957年从苏联得到了54架IL-28，包括四架Il-28U教练机。1994年以后，只有教练机还在使用。[2][3]
- 阿尔巴尼亚：1971年，阿尔巴尼亚退役了伊尔28并购买了一架B-5进行部署。该飞机一直服役到 20 世纪 90 年代。[4]
- 阿尔及利亚
- 保加利亚
- 中国：中国人民解放军空军和海军航空兵曾装备了数百架Il-28和轰-5，现已退役。
- 古巴：苏联共向古巴送去了42架Il-28N，但在古巴导弹危机发生后又将这些飞机撤回了国内。[2]
- 捷克斯洛伐克：捷克斯洛伐克空军使用的该型号飞机中包括了苏联制造的Il-28和Il-28U以及捷克Avia公司生产的B-228和CB-228。[2]
- 东德：民主德国空军主要将Il-28用作拖靶飞机或引擎试验平台
- 埃及
- 芬兰：芬兰在六十年代向苏联购买了6架Il-28，其中五架是Il-28R侦察型。后期这批飞机主要被用作拖靶飞机。[2]
- 匈牙利
- 印度尼西亞
- 伊拉克
- 摩洛哥
- 也門
- 奈及利亞：曾用于比夫拉战争。
- 波蘭
- 羅馬尼亞
- 也門民主人民共和國
- 苏联：从50年代起，苏联空军，苏联海军和苏联海军航空兵先后使用了超过1500架Il-28，其中一部分直到八十年代还留在作战序列中。除了军用外，还有一小部分Il-28被改造成邮政飞机交给苏联民航使用。[2]
- 叙利亚
- 越南

## 西方世界得到的第一架IL-28
1965年11月11日，中国人民解放军空军空八師廿二大隊（團）的飛行員李显斌驾驶的一架编号为0195的IL-28从杭州笕桥机场起飞后到中華民國，降落於桃園空軍基地，但在降落過程中飛機的鼻輪折斷，原因有可能是因下雨造成跑道濕滑導致飛機落地失控或李顯斌降落時因緊張而操作失誤，但也有一說是李顯斌故意摔壞鼻輪使得飛機無法起飛，以向中華民國軍方表明投誠的決心。這是冷戰期間西方世界得到的第一架完整的IL-28。
後來空軍將IL-28鼻輪修復，並藏於航空教育展示館。

## 同期的轟炸機
- B-57轰炸机/“堪培拉”英国双发轻型喷气轰炸机，2006年6月23日从英国皇家空军退役
- B-45轰炸机“龙卷风”双发轻型喷气轰炸机
- “秃鹫”（英语：Sud Aviation Vautour）法国双发轻型喷气轰炸机
- 图-14双发轻型喷气轰炸机